# Pseudodiamesa bicolor
Pseudodiamesa bicolor är en tvåvingeart som beskrevs av Linevich 1989. Pseudodiamesa bicolor ingår i släktet Pseudodiamesa och familjen fjädermyggor. Inga underarter finns listade i Catalogue of Life.